# Seznam biskupů a arcibiskupů białystockých
Tato stránka obsahuje seznam biskupů a arcibiskupů białystockých spravujících římskokatolickou białystockou (arci)diecézi v Polsku.

## Biskupové

1.Edward Kisiel (1991–1992)

## Arcibiskupové

1.Stanisław Szymecki (1993–2000)
2.Wojciech Ziemba Později arcibiskup Warmie (2000–2006)
3.Edward Ozorowski (2006–současnost)

## Pomocní biskupové Białystoku

1.Edward Ozorowski Později arcibiskup (1991–2006)
2.Henryk Ciereszko (2012–současnost)